# Opopaea calona
Opopaea calona är en spindelart som beskrevs av Arthur M. Chickering 1969. Opopaea calona ingår i släktet Opopaea och familjen dansspindlar. Inga underarter finns listade i Catalogue of Life.